# Menhir de Kerbeulven
Le menhir de Kerbeulven ou menhir de Kerpeulven est situé à Penvénan dans le département français des Côtes-d'Armor.

## Description
Le menhir est situé dans le jardin d'une maison, 6 rue du Menhir (parcelle cadastrale AD 150). Le menhir est en granite de Perros. Il mesure 4 m de hauteur sur sa plus grande face (nord-est). Il comporte une cuvette d'érosion sur les faces nord-est et sud-est.

## Protection
Le menhir fait l'objet d'une double inscription au titre des monuments historiques : une première fois par arrêté du 12 juin 1964 et une seconde fois par arrêté du 27 mars 1970.